# Reactor VM
VM (en cirílico BM) hace referencia a una familia de reactores nucleares térmicos de agua a presión desarrollado por los soviéticos para la propulsión de submarinos.
Como combustible nuclear empleaban dióxido de uranio altamente enriquecido en el isótopo 235. La potencia térmica estaba comprendida entre los 70 a 90 MW.

## Historia
El reactor fue desarrollado a mediados de la década de 1950. El 9 de septiembre de 1952 se publicó un decreto del gobierno soviético referido al diseño y construcción del primer submarino nuclear soviético proyecto-627 "Кит". La resolución fijaba el instituto de investigación científica N.º 8 ( NIII -8, NIKIET) como responsable de la central nuclear (NPP) bajo la dirección de Nicolái Dollezhál. GA Gasanov (SKBK de la planta del Báltico) se encargó del diseño de los generadores de vapor. El prototipo construido en tierra firme, la central nuclear de Óbninsk, se activo por primera vez en marzo de 1956. El primer buque equipado con un reactor de este tipo, el submarino soviético K-3 Leninsky Komsomol se empezó a construir en 1957. Botado y puesto en funcionamiento en 1958. En 1959, el diseñador del reactor fue galardonado con la Orden de Lenin.

## Características generales
Los reactores nucleares soviéticos eran más compactos y potentes que los contemporáneos de EE. UU. pero sus vibraciones eran más pronunciadas los que los hacia más ruidos. Inicialmente la fiabilidad de esta planta motriz resultó relativamente baja debido a la corta vida de servicio de los generadores de vapor. Después de varios cientos de horas de operación los generadores de vapor desarrollaban fisuras por lo que el parte refrigerante del circuito principal pasaba al secundario lo que provocaba un aumento del nivel de radiactividad en dicho circuito. Con la experiencia la fiabilidad fue aumentando.

## Variantes

### VM-A ( ВМ-А )
Primera generación del reactor nuclear con una potencia térmica de 70 MW. El combustible era uranio-235 enriquecido al 21%. Se instaló por parejas en los primeros submarinos nucleares soviéticos: pr 627, pr 658, pr 659 y pr 675.

### VM-4 ( ВМ-4 )
Segunda generación del reactor, con mayor rendimiento. Existieron diversas variantes. Su potencia térmica fue aumentado hasta los 90 MW. Al igual que la generación inicial utiliza uranio-235 enriquecido al 21%. Se empleaba en los submarinos:
- un único reactor tipo VM-4-1 para propulsar los submarinos el proyecto 670 Скат ( Charlie I) y proyecto 670M Чайка-Б ( Charlie II) con la turbina OK-350.
- en parejas para propulsar los submarinos de la segunda generación: 
  - tipo VM-4 para Proyecto 671 Ёрш (Victor I) y Proyecto 671RT (Victor II)
  - tipo VM-4A para Proyecto 671RTM Щука (Víctor III) y una turbina OK-300 de 75 MWt.
  - tipo VM-2-4 para Proyecto 667A Навага  (Yankee I), Proyecto 667AU Налим, Груша y Андромеда.
  - tipo VM-4B para Proyecto 667B Мурена (Delta),
  - tipo VM-4S Proyecto 667BDR Кальмар (Delta III)
  - tipo VM-4SG Proyecto 667BDRM Дельфин ( Delta IV) (también OK-700)

### VM-5 ( ВМ-5 )
Versión mejorada con potencia térmica de 177 MW. El circuito de refrigeración primario tenía un sistema de bombeo "tubo a tubo" y junto a su capacidad de realizar la fisión nuclear no solo de los neutrones térmico sino también de los rápidos permitía tener una gran densidad energética. Se desconoce el grado de enriquecimiento del uranio utilizado. Sólo se construyeron un par de reactores de este tipo para el único submarino del proyecto 661.
| Tipo de reactor | Enriquecimiento (%) | Potencia térmica (МWт) | Clase de submarino (número de reactores) |
| --------------- | ------------------- | ---------------------- | ---------------------------------------- |
| ВМ-А            | 21                  | 70                     | 627(А) «Кит», 658, 659, 675              |
| ВМ-4            | 21                  | 90                     | 667А «Навага», 667АМ «Навага-М»          |
| ВМ-4СГ          |                     | 90                     | 667БДРМ «Дельфин»                        |
| ВМ-5            |                     | 177                    | 661                                      |

## Accidentes
Este tipo de reactores se han visto involucrados en diversos accidentes y naufragios:
- El submarino K-140, de la clase pr 667AM , el 27 de agosto de 1969, durante unos trabajos de mantenimiento en Severodvinsk el reactor izquierdo sufrió un accidente. Como resultado del evento, la potencia del reactor fue dieciocho veces el valor nominal. La presión y la temperatura superaron cuatro veces los parámetros nominal. Al mismo tiempo, los instrumentos de control del panel de control del reactor se desconectaron y el servicio de servicio no detectó ningún signo de emergencia. El accidente fue causado por el acoplamiento incorrecto de los cables eléctricos de la barra de control, y entonces las barras de control se desplazaron a la posición superior. Debido al aumento del rendimiento del reactor, el nivel de radiación en el entorno del reactor aumentó y el contenedor del reactor se dañó. No se liberó material radiactivo durante el accidente, el reactor fue reparado y volvió al servicio.  No se produjeron muertes entre el personal[5]  Pero dicho reactor volvió a estropearse en 1971. Por lo tanto, durante el reacondicionamiento del buque en el astillero Zvjozdocska en Severodvinsk en 1971 se sustituyó el reactor izquierdo. Y en 1972 fue hundió en el Mar de Kara.[6]

- El submarino K-320, de la clase pr 670, estaba en construcción en el astillero Krasnoye Sormovo en Gorki El 18 de enero de 1970, aún sin terminar, se llevó a cabo la prueba de presión del circuito primario del reactor cuando el reactor de repente se activo. Durante unos 10 a 15 segundos alcanzó una potencia extraordinaria, el repentino aumento de la presión, desgarró la parte superior del reactor y salieron agua y vapor radiactivos. Doce instaladores murieron inmediatamente, el resto recibió la liberación radioactiva. Directamente en la sala había entre 150 a 200 trabajadores y junto con sus compañeros, separados por una división delgada - hasta 1500 personas.[7][8][9] Muchos de ellos recibieron una exposición significativa a la radiación. El nivel de radiación alcanzó los 75 mil curies.[7] Seis de las víctimas fueron llevadas a un hospital de Moscú, tres de ellas murieron una semana después con un diagnóstico de "enfermedad de radiación aguda".  Una semana más tarde, tres trabajadores murieron. La descontaminación de la fábrica y de submarino duraron hasta abril de 1970.[10]  Más tarde se encontró que no era reparable y reemplazado.

- El submarino K-8 del tipo pr 627 con dos reactores VM-A se hundió en abril de 1970 en el Golfo de Vizcaya (Océano Atlántico) a una profundidad de 4680 metros en 490 km al noroeste de España.

- El submarino K-431 del tipo pr 675 con dos reactores VM-A sufrió un accidente el 10 de agosto de 1985. Durante la recarga del reactor de babor debido al empleo de maquinaria no reglamentaria a la inclinación de la cubierta producida por la ola de un barco, se levantó la rejilla de compensación del reactor, como resultado de lo cual comenzó una reacción nuclear de cadena provocando explosión térmica y la eyección del núcleo. Matando y pulverizando instantáneamente a 10 personas.[11] Debido a la contaminación por radiación, se encontró que el submarino nuclear K-42 "Rostov Komsomolets" del tipo pr 627 con 2 reactores BM-A tampoco era apto para operaciones ulteriores. Ambos buques fueron remolcados para su almacenamiento a largo plazo en la bahía de Pavlovsky.

- El submarino K-219 del tipo pr 667 con dos reactores VM-4 se hundió el 6 de octubre de 1986 en el océano Atlántico, a una profundidad de alrededor de 5500 metros cuando era remolcado después de la explosión a bordo del combustible de un misil balístico R-27. Los reactores fueron apagados gracias a los esfuerzos heroicos de la tripulación. El marinero Sergei Preminin murió en dicha maniobra. Este accidente tuvo lugar días antes de la cumbre entre Ronald Reagan y Mihailom Gorbachov, que tuvo lugar el 11 y 12 de octubre de 1986 en Islandia.

- El submarino K-159 del tipo pr 627 con dos reactores VM-A el 30 de agosto de 2003, cuando era remolcado se hundió en el Mar de Barents, a una profundidad de 170 metros cerca de la isla Kildin. Las barras de control se fijan por soldadura en la posición más baja. La última carga de combustible se había llevado a cabo en 1972.